# Trirhithrum basale
Trirhithrum basale
 es una especie de insecto del género Trirhithrum de la familia Tephritidae del orden Diptera. 
Mario Bezzi la describió científicamente por primera vez en el año 1924.